# Soumont (Calvados)
Soumont, jadis Soûmont, parfois orthographiée Sousmont est une ancienne commune française du département du Calvados, à laquelle fut réunie, le 20 avril 1854, la section Saint-Quentin, issue du démembrement de l'éphémère commune de Saint-Quentin-Tassilly, née elle-même de la fusion, le 27 septembre 1833 des communes de Saint-Quentin-de-la-Roche et de Tassilly. La nouvelle commune prit le nom de Soûmont-Saint-Quentin.